# Dante da Maiano
Dante da Maiano (Maiano, moitié du XIIIe siècle – ...) fut un poète et troubadour italien de la seconde moitié du XIIIe siècle. Représentant de la poésie siculo-toscane, il eut des échanges poétiques avec Dante Alighieri.

## Biographie

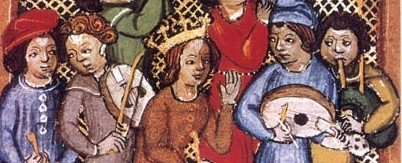

On ne sait rien de Dante da Maiano, si ce n'est ce que l'on peut obtenir de son recueil de chants, qui nous a été transmis en une seule édition dans les livres VII et XI de la Giuntina des rimes anciennes. Originaire du village de Maiano, alors village autonome , mais faisant désormais partie de Fiesole , il est probablement né vers le milieu du XIIIe siècle, contemporain de l'Alighieri information confortée par la découverte archivistique de Giovanni Bertacchi, découvreur d'un acte notarié de 1301 dans lequel son nom est mentionné , .

## Œuvre
Les seuls poèmes en langue vernaculaire italienne attribués au poète connu sous le nom de Dante da Maiano se trouvent dans la Giuntina di rime, intitulé au XVIe siècle Sonnets et chansons de divers auteurs toscans en un recueil de dix livrets, imprimés à Florence en 1527 .
Il se compose de deux chansons, de cinq ballades, de trente-neuf sonnets et de diverses rimes de correspondance à l'attribution douteuse , dont certaines sont adressées à une certaine Monna Nina .
Les seuls textes transmis par les manuscrits sous le nom de Dante da Maiano sont cependant deux sonnets : Las, ço qe m'es al cor plus fins e gars et Sel fis amors ten el meu coragge, en langue d'oc tiré d'un recueil de chansons provençales signé c (Laurenziano XC. inf. 26) .
La physionomie stylistique qui transparaît des textes italiens semble être celle d'un adepte de l'école siculo-toscane, caractérisée par « un extraordinaire archaïsme provençal et sicilien, un vrai cibreo... non dénué de grâce » , faisant c'est l'exposant le plus conservateur de ce groupe de rimes de « transition » entre les Siciliens-Toscans et le stilnovo qui comprend entre-autres Monte Andrea (it), Rustico Filippi (it).
Son affrontement poétique avec Dante Alighieri est connu, selon les critiques, pour se situer dans les années précédant la composition de la Vita nuova .